# Rashīd
Rashīd es un distrito de la gobernación de Behera, Egipto. En julio de 2017 tenía una población estimada de 271 947 habitantes.
Se encuentra ubicado al norte del país, cerca de la costa del mar Mediterráneo y a poca distancia al oeste de El Cairo.